# 4 Heures de Sepang 2019
Les 4 Heures de Sepang 2019, disputées le 24 février 2019 sur le Circuit international de Sepang, sont la septième édition de cette course, la troisième sur un format de quatre heures, et la quatrième et dernière manche de l'Asian Le Mans Series 2018-2019.

## Engagés

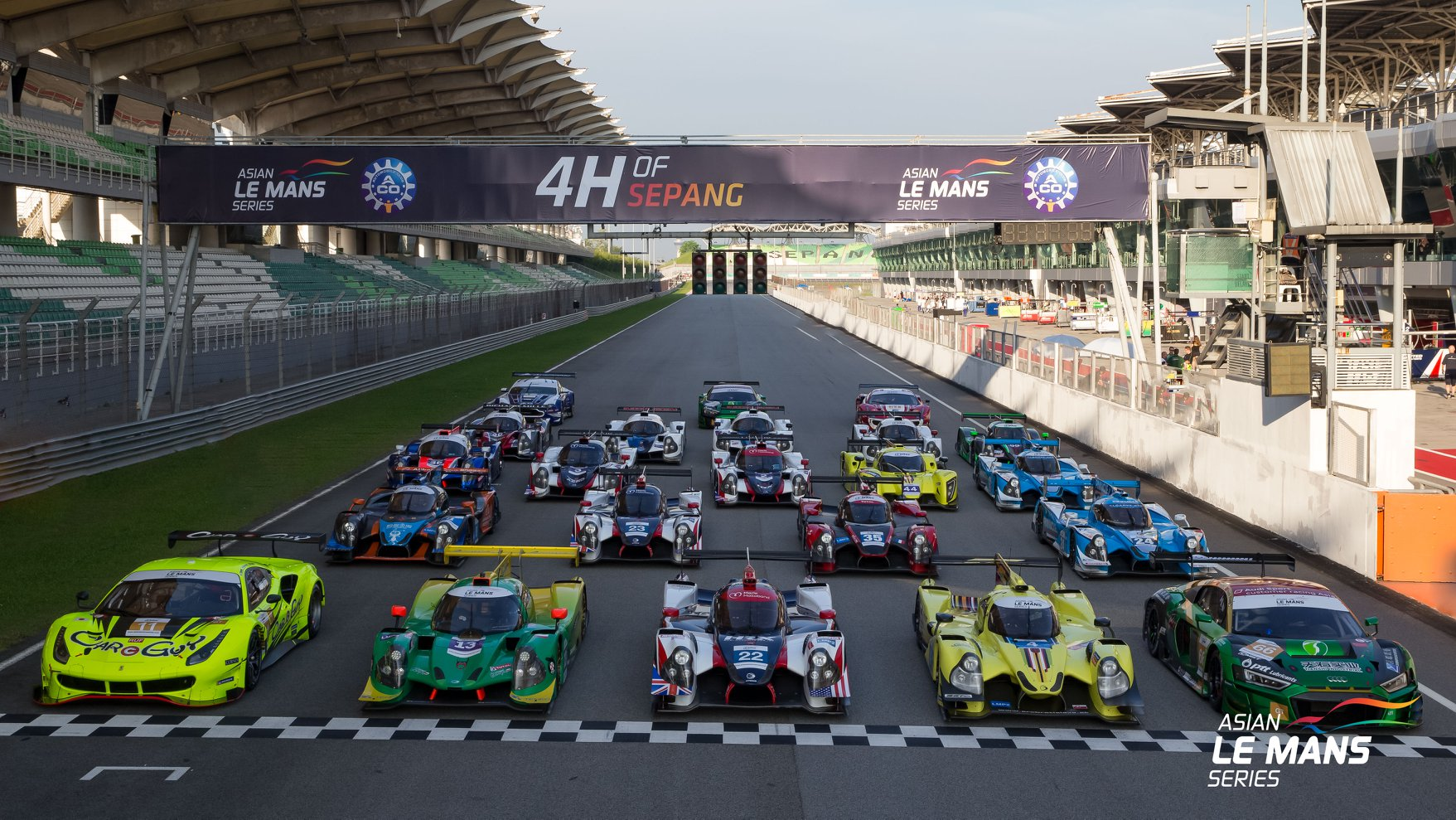
4 Hours of Sepang 2019

Les changements pour cette manche ont été:
- La Ligier JS P3 n°50 de l'écurie R24 a un nouvel équipage inédit pour cette dernière manche. L'anglaise Katherine Legge, la française Margot Laffite et la danoise Michelle Gatting feront course commune afin de faire briller la voiture soutenue par Richard Mille[1].
- La Ligier JS P3 n°38 de l'écurie Jackie Chan DC Racing X Jota a fait son retour après avoir manqué les 2 dernières manches. Elle a été aux mains de l'anglais James Winslow, de l'australien Jake Parsons et du Coréen Rick Yoon[2].
- Le plateau LMP3 voit l'arrivée d'une nouvelle voiture avec la Ginetta LMP3 de l'écurie ARC Bratislava. Elle a été aux mains de l'Australien Neale Muston et de l'anglais Mike Simpson[3].

## Qualifications
| Pos. | Classe | N° | Écurie                       | Pilote                 | Temps           | Tours        |
| ---- | ------ | -- | ---------------------------- | ---------------------- | --------------- | ------------ |
| 1    | LMP2   | 8  | Spirit of Race               | Pipo Derani            | 1 min 55 s 167  | 7            |
| 2    | LMP2   | 22 | United Autosports            | Philip Hanson          | 1 min 55 s 370  | 6            |
| 3    | LMP2   | 24 | Algarve Pro Racing           | Andrea Pizzitola       | 1 min 55 s 407  | 5            |
| 4    | LMP2   | 35 | Panis-Barthez Compétition    | Matthieu Lahaye        | 1 min 55 s 606  | 7            |
| 5    | LMP2   | 25 | Algarve Pro Racing           | Anders Fjordbach       | 1 min 55 s 840  | 4            |
| 6    | LMP2   | 23 | United Autosports            | Guy Cosmo              | 1 min 56 s 125  | 7            |
| 7    | LMP2   | 4  | ARC Bratislava               | Darren Burke           | 1 min 56 s 699  | 7            |
| 8    | LMP3   | 2  | United Autosports            | Wayne Boyd             | 2 min 00 s 022  | 6            |
| 9    | LMP3   | 7  | Ecurie Ecosse/Nielsen Racing | Christian Stubbe Olsen | 2 min 00 s 416  | 7            |
| 10   | LMP3   | 36 | Eurasia Motorsport           | Aidan Read             | 2 min 00 s 771  | 6            |
| 11   | LMP3   | 13 | Inter Europol Competition    | Jakub Śmiechowski      | 2 min 00 s 810  | 7            |
| 12   | LMP3   | 3  | United Autosports            | Kay Van Berlo          | 2 min 01 s 750  | 4            |
| 13   | LMP3   | 44 | ARC Bratislava               | Mike Simpson           | 2 min 02 s 179  | 4            |
| 14   | LMP3   | 38 | Jackie Chan DC Racing X Jota | Jamie Winslow          | 2 min 02 s 2 13 | 2            |
| 15   | LMP3   | 50 | R24                          | Katherine Legge        | 2 min 02 s 223  | 7            |
| 16   | GT     | 88 | Tianshi Racing Team          | Dries Vanthoor         | 2 min 03 s 306  | 5            |
| 17   | GT     | 11 | Car Guy Racing               | James Calado           | 2 min 03 s 513  | 6            |
| 18   | GT     | 51 | Spirit of Race               | Alessandro Pier Guidi  | 2 min 03 s 650  | 6            |
| 19   | GT     | 66 | Tianshi Racing Team          | Massimiliano Wiser     | 2 min 04 s 743  | 4            |
| 20   | GT     | 5  | Red River Sport by TF Sport  | Pas de temps           | Pas de temps    | Pas de temps |
| 21   | LMP3   | 65 | Viper Niza Racing (en)       | Pas de temps           | Pas de temps    | Pas de temps |
| 22   | LMP3   | 79 | Ecurie Ecosse/Nielsen Racing | Pas de temps           | Pas de temps    | Pas de temps |

## Course

### Classement de la course
Voici le classement provisoire au terme de la course.
- Les vainqueurs de chaque catégorie sont signalés par un fond jauni.
- Pour la colonne Pneus, il faut passer le curseur au-dessus du modèle pour connaître le manufacturier de pneumatiques.

| Pos  | Classe | no | Écurie                       | Pilotes                                                      | Châssis                       | Pneus | Tours | Temps               |
| Pos  | Classe | no | Écurie                       | Pilotes                                                      | Moteur                        | Pneus | Tours | Temps               |
| ---- | ------ | -- | ---------------------------- | ------------------------------------------------------------ | ----------------------------- | ----- | ----- | ------------------- |
| 1    | LMP2   | 24 | Algarve Pro Racing           | Andrea Pizzitola Harrison Newey Ate Dirk De Jong             | Ligier JS P2                  | M     | 118   | 4 h 03 min 17 s 275 |
| 1    | LMP2   | 24 | Algarve Pro Racing           | Andrea Pizzitola Harrison Newey Ate Dirk De Jong             | Judd HK 3.6 L V8 Atmo         | M     | 118   | 4 h 03 min 17 s 275 |
| 2    | LMP2   | 22 | United Autosports            | Philip Hanson Paul Di Resta                                  | Ligier JS P2                  | M     | 118   | + 1 min 43 s 0 92   |
| 2    | LMP2   | 22 | United Autosports            | Philip Hanson Paul Di Resta                                  | Nissan VK45DE 4.5 L V8 Atmo   | M     | 118   | + 1 min 43 s 0 92   |
| 3    | LMP2   | 35 | Panis-Barthez Compétition    | Matthieu Lahaye François Heriau Jean-Baptiste Lahaye         | Ligier JS P2                  | M     | 117   | + 1 tour            |
| 3    | LMP2   | 35 | Panis-Barthez Compétition    | Matthieu Lahaye François Heriau Jean-Baptiste Lahaye         | Judd HK 3.6 L V8 Atmo         | M     | 117   | + 1 tour            |
| 4    | LMP2   | 4  | ARC Bratislava               | Miroslav Konôpka Kang Ling Darren Burke                      | Ligier JS P2                  | M     | 116   | + 2 tours           |
| 4    | LMP2   | 4  | ARC Bratislava               | Miroslav Konôpka Kang Ling Darren Burke                      | Nissan VK45DE 4.5 L V8 Atmo   | M     | 116   | + 2 tours           |
| 5    | LMP3   | 13 | Inter Europol Competition    | Jakub Śmiechowski Martin Hippe                               | Ligier JS P3                  | M     | 113   | + 5 tours           |
| 5    | LMP3   | 13 | Inter Europol Competition    | Jakub Śmiechowski Martin Hippe                               | Nissan VK50VE 5.0 L V8 Atmo   | M     | 113   | + 5 tours           |
| 6    | LMP3   | 7  | Ecurie Ecosse/Nielsen Racing | Christian Stubbe Olsen Nick Adcock                           | Ligier JS P3                  | M     | 113   | + 5 tours           |
| 6    | LMP3   | 7  | Ecurie Ecosse/Nielsen Racing | Christian Stubbe Olsen Nick Adcock                           | Nissan VK50VE 5.0 L V8 Atmo   | M     | 113   | + 5 tours           |
| 7    | LMP3   | 2  | United Autosports            | Chris Buncombe Garett Grist Wayne Boyd                       | Ligier JS P3                  | M     | 112   | + 6 tours           |
| 7    | LMP3   | 2  | United Autosports            | Chris Buncombe Garett Grist Wayne Boyd                       | Nissan VK50VE 5.0 L V8 Atmo   | M     | 112   | + 6 tours           |
| 8    | LMP3   | 79 | Ecurie Ecosse/Nielsen Racing | Tony Wells Colin Noble                                       | Ligier JS P3                  | M     | 112   | + 6 tours           |
| 8    | LMP3   | 79 | Ecurie Ecosse/Nielsen Racing | Tony Wells Colin Noble                                       | Nissan VK50VE 5.0 L V8 Atmo   | M     | 112   | + 6 tours           |
| 9    | LMP3   | 3  | United Autosports            | James McGuire Matthew Bell Kay Van Berlo                     | Ligier JS P3                  | M     | 112   | + 6 tours           |
| 9    | LMP3   | 3  | United Autosports            | James McGuire Matthew Bell Kay Van Berlo                     | Nissan VK50VE 5.0 L V8 Atmo   | M     | 112   | + 6 tours           |
| 10   | LMP3   | 36 | Eurasia Motorsport           | Nobuya Yamanaka Aidan Read                                   | Ligier JS P3                  | M     | 112   | + 6 tours           |
| 10   | LMP3   | 36 | Eurasia Motorsport           | Nobuya Yamanaka Aidan Read                                   | Nissan VK50VE 5.0 L V8 Atmo   | M     | 112   | + 6 tours           |
| 11   | GT     | 11 | Car Guy Racing               | Takeshi Kimura Kei Cozzolino James Calado                    | Ferrari 488 GT3               | M     | 111   | + 7 tours           |
| 11   | GT     | 11 | Car Guy Racing               | Takeshi Kimura Kei Cozzolino James Calado                    | Ferrari F154CB 3.9 L V8 Turbo | M     | 111   | + 7 tours           |
| 12   | LMP3   | 65 | Viper Niza Racing (en)       | Douglas Khoo (en) Nigel Moore                                | Ligier JS P3                  | M     | 110   | + 8 tours           |
| 12   | LMP3   | 65 | Viper Niza Racing (en)       | Douglas Khoo (en) Nigel Moore                                | Nissan VK50VE 5.0 L V8 Atmo   | M     | 110   | + 8 tours           |
| 13   | LMP3   | 50 | R24                          | Katherine Legge Michelle Gatting Margot Laffite              | Ligier JS P3                  | M     | 110   | + 8 tours           |
| 13   | LMP3   | 50 | R24                          | Katherine Legge Michelle Gatting Margot Laffite              | Nissan VK50VE 5.0 L V8 Atmo   | M     | 110   | + 8 tours           |
| 14   | GT     | 88 | Tianshi Racing Team          | Xu Wei Chen Weian Dries Vanthoor                             | Audi R8 LMS                   | M     | 110   | + 8 tours           |
| 14   | GT     | 88 | Tianshi Racing Team          | Xu Wei Chen Weian Dries Vanthoor                             | Audi 5.2 L V10 Atmo           | M     | 110   | + 8 tours           |
| 15   | LMP3   | 44 | ARC Bratislava               | Mike Simpson Neale Muston                                    | Ginetta LMP3                  | M     | 110   | + 8 tours           |
| 15   | LMP3   | 44 | ARC Bratislava               | Mike Simpson Neale Muston                                    | Nissan VK50VE 5.0 L V8 Atmo   | M     | 110   | + 8 tours           |
| 16   | GT     | 51 | Spirit of Race               | Alessandro Pier Guidi Oswaldo Negri Jr. Francesco Piovanetti | Ferrari 488 GT3               | M     | 110   | + 8 tours           |
| 16   | GT     | 51 | Spirit of Race               | Alessandro Pier Guidi Oswaldo Negri Jr. Francesco Piovanetti | Ferrari F154CB 3.9 L V8 Turbo | M     | 110   | + 8 tours           |
| 17   | GT     | 5  | Red River Sport by TF Sport  | Johnny Mowlem Ivor Dunbar                                    | Aston Martin V12 Vantage GT3  | M     | 106   | + 12 tours          |
| 17   | GT     | 5  | Red River Sport by TF Sport  | Johnny Mowlem Ivor Dunbar                                    | Aston Martin 6.0L V12 Atmo    | M     | 106   | + 12 tours          |
| 18   | LMP2   | 8  | Spirit of Race               | Alexander West Côme Ledogar Pipo Derani                      | Ligier JS P2                  | M     | 106   | + 12 tours          |
| 18   | LMP2   | 8  | Spirit of Race               | Alexander West Côme Ledogar Pipo Derani                      | Nissan VK45DE 4.5 L V8 Atmo   | M     | 106   | + 12 tours          |
| 19   | LMP3   | 38 | Jackie Chan DC Racing X Jota | James Winslow Jake Parsons Rick Yoon                         | Ligier JS P3                  | M     | 106   | + 12 tours          |
| 19   | LMP3   | 38 | Jackie Chan DC Racing X Jota | James Winslow Jake Parsons Rick Yoon                         | Nissan VK50VE 5.0 L V8 Atmo   | M     | 106   | + 12 tours          |
| Abd. | LMP2   | 23 | United Autosports            | Guy Cosmo Patrick Byrne Salih Yoluç                          | Ligier JS P2                  | M     | 100   |                     |
| Abd. | LMP2   | 23 | United Autosports            | Guy Cosmo Patrick Byrne Salih Yoluç                          | Nissan VK45DE 4.5 L V8 Atmo   | M     | 100   |                     |
| Abd. | LMP2   | 25 | Algarve Pro Racing           | Mark Patterson Anders Fjordbach Chris McMurry                | Ligier JS P2                  | M     | 94    |                     |
| Abd. | LMP2   | 25 | Algarve Pro Racing           | Mark Patterson Anders Fjordbach Chris McMurry                | Judd HK 3.6 L V8 Atmo         | M     | 94    |                     |
| Abd. | GT     | 66 | Tianshi Racing Team          | Qi Peiwen Massimiliano Wiser Zhang Ya Qi                     | Audi R8 LMS                   | M     | 64    |                     |
| Abd. | GT     | 66 | Tianshi Racing Team          | Qi Peiwen Massimiliano Wiser Zhang Ya Qi                     | Audi 5.2 L V10 Atmo           | M     | 64    |                     |

## Pole position et record du tour
- Pole position : Pipo Derani sur n°8 Spirit of Race en 1 min 55 s 167
- Meilleur tour en course : Harrison Newey sur n°24 Algarve Pro Racing en 1 min 55 s 611 au 81e tour.

## Tours en tête
Tours en tête
- no 8 Ligier JS P2 - Spirit of Race : 7 tours (1-7)
- no 22 Ligier JS P2 - United Autosports : 38 tours (8-42 / 67-68 / 95)
- no 35 Ligier JS P2 - Panis-Barthez Compétition : 6 tours (43-48)
- no 24 Ligier JS P2 - Algarve Pro Racing : 67 tours (49-66 / 69-94 / 96-118)

## À noter
- Longueur du circuit : 5,543 km
- Distance parcourue par les vainqueurs : 654,074 km